# Dimos Megara
Dimos Megara (Megara) är en kommun i Grekland.   Den ligger i prefekturen Nomarchía Dytikís Attikís och regionen Attika, i den sydöstra delen av landet, 40 km väster om huvudstaden Aten. Antalet invånare är 36 924. Arean är 331 kvadratkilometer.
Terrängen i Dimos Megara är kuperad åt sydost, men åt nordväst är den bergig.